# Mary Philadelphia Merrifield

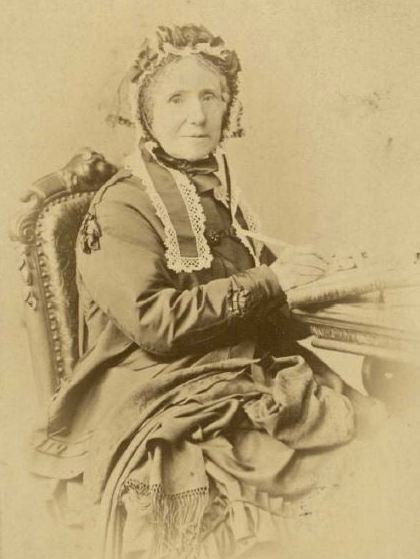
Mary Philadelphia Merrifield, 1870

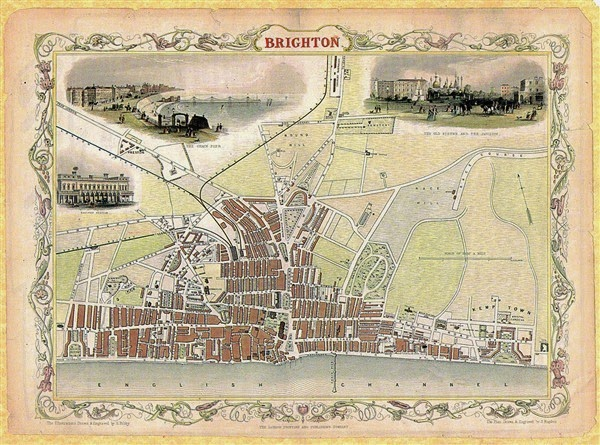
Karte von Brighton 1850 von Merrifield

Mary Philadelphia Merrifield (* 15. April 1804 in London, England; † 4. Januar 1889 in Stapleford (Cambridgeshire), England) war eine britische Schriftstellerin und Phykologin.

## Leben und Werk
Mary Philadelphia Watkins wurde als Tochter des Rechtsanwalts Charles Watkins geboren. 1827 heiratete sie den Rechtsanwalt John Merrifield, mit dem sie fünf Kinder bekam. Sie zog mit ihm nach Brighton, wo sie sich in den 1840er Jahren unter Verwendung alter Manuskripte, insbesondere des Volpato-Manuskripts, mit venezianischen künstlerischen Restaurierungsmethoden von Pietro Edwards (1744–1821) und den Kunsthistorikern Luigi Lanzi und Sir Charles Eastlake beschäftigte. 1844 übersetzte sie ein Buch über die Malerei des Künstlers Cennino Cennini aus dem 15. Jahrhundert, welches 1844 unter dem Titel Treatise of Painting veröffentlicht wurde.

### Forschungsreisen
Im Auftrag der Royal Commission on Fine Arts unter der Regierung von Robert Peel unternahm sie 1844 und 1846 zwei Forschungsreisen nach Frankreich und Norditalien, um Farbmanuskripte zu identifizieren und die Herstellung von frühen Pigmenten und italienischen Malmethoden zu erforschen. Sie wurde von ihrem Sohn Charles Watkins Merrifield begleitet, der ihr bei dem  Kopieren von Manuskripten aus einigen der renommiertesten Bibliotheken Europas half. Die Ergebnisse dieser Reisen wurden 1845 von ihr in The Art of Fresco Painting in the Middle Age and the Renaissance zusammengefasst. Das Buch bestand  aus einer Einführung in die chemische Struktur von Farbpigmenten und Übersetzungen von Auszügen angesehener historischer Schriftsteller über die Kunst der Renaissance und Architektur einschließlich Vitruv, Leon Battista Alberti und Giorgio Vasari.
1847 wurde sie für ihre Forschungen zur italienischen Kunstgeschichte zum Ehrenmitglied der Akademie der Schönen Künste in Bologna ernannt.

### Kunst und Mode

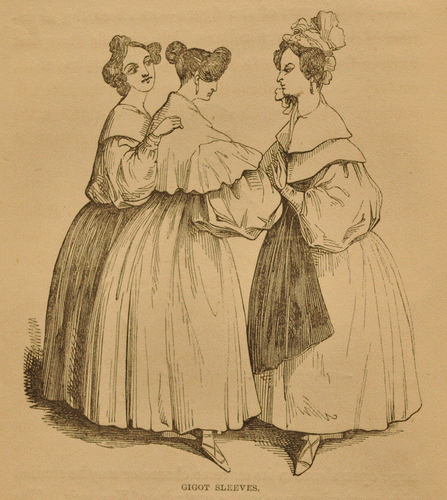
Illustration aus Dress as a Fine Art von Mary Merrifield 1854

Merrifield wurde gebeten, einen Essay über die Harmonie der Farben für den illustrierten Katalog der Weltausstellung zu schreiben, die 1851 im Crystal Palace stattfand. In dem veröffentlichten Aufsatz kritisierte sie britische Produzenten für den Mangel an Geschmack in den Ausstellungsräumen und den Mangel an angemessener Ausbildung englischer Designer im Vergleich zu französischen und deutschen Designern. Im Journal Art veröffentlichte sie eine Reihe von Artikeln über Stickereien. In ihren Schriften betonte sie die Vorteile, die sich aus der Verbindung von bildender Kunst, wissenschaftlichen Prinzipien und der Welt des Handels ergeben.
Neben praktischen Handbüchern mit Ratschlägen für Aquarellmaler schrieb sie ein Buch über Mode, welches wenige Monate später auch in einer amerikanischen Ausgabe erschien. 1854 veröffentlichte sie Dress as a Fine Art, was die Ansichten von Amelia Bloomer unterstützte. Im Gegensatz zum zeitgenössischen Geschmack für eng korsettierte, schmale Taillen empfahl Merrifield lockere, fließende Kleidung, da sie natürliche Bewegungen ermöglichte. Sie verwies auf die modernen griechischen, türkischen und algerischen Trachten, die bei Malern beliebt waren.
Am 2. Mai 1857 wurde Merrifield von der britischen Regierung in Anerkennung ihrer Verdienste um Literatur und Kunst eine Rente von 100 £ zuerkannt.

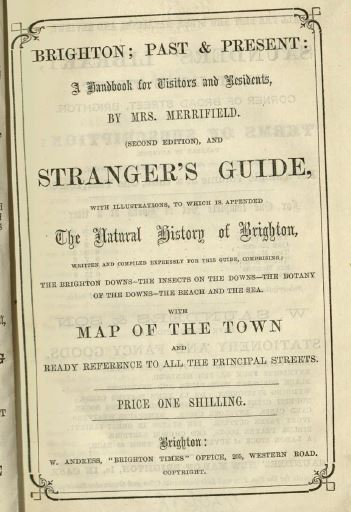
Eine Skizze der Naturgeschichte von Brighton, die Merrifield zusammen mit späteren wissenschaftlichen Arbeiten zu einer Expertin für Algen machte, 1860

### Reiseführer und Meeresalgenforschung
1857 veröffentlichte sie den Reiseführer Brighton Past and Present und 1864 A Sketch of the Natural History of Brighton. In den nächsten zwanzig Jahren wandte sie sich der Phykologie zu, wurde zu einer Expertin für Algen und veröffentlichte Artikel über Meeresalgen im Journal of the Linnean Society, im  Journal of Botany und in den  Annals of Botany. Von 1875 bis zu ihrem Tod schrieb sie auch häufig für die wichtige wissenschaftliche Zeitschrift  Nature und half bei der Anordnung und Ausstellung von naturhistorischen Exponaten im Brighton Museum. Für die Korrespondenz mit dem Naturforscher Jacob Georg Agardh lernte sie Schwedisch und ihr zu Ehren benannte Agardh eine australische Alge Rytiphlaea merrifieldiae.
Nach dem Tod ihres Mannes 1877 zog sie von Brighton nach Cambridge, wo sie im Haus ihrer Tochter in Stapleford starb. Ihre Pflanzensammlungen werden heute vom Natural History Museum in London aufbewahrt. 2019 wurde sie mit einer Ausstellung im Booth Museum of Natural History in Brighton gewürdigt.

## Veröffentlichungen (Auswahl)
- 1844: Treatise of Painting (Übersetzung)
- 1846: The Art of Fresco Painting
- 1849: Original Treatises on the Arts of Painting
- 1851: Practical Directions for Portrait Painting in Watercolours
- 1854: Dress as a Fine Art
- 1855: Handbook of Light and Shade with Reference to Model Drawing
- 1857: Brighton Past and Present
- 1864: A Sketch of the Natural History of Brighton

### Artikel inNature
- 1875: Arctic Marine Vegetation. Nature, 12
- 1878: Gulf-weed. Nature, 18
- 1882: On Monostroma, a Genus of Algae. Nature, 26
- 1883: Dr. L. Rabenhorst's Krytogamen-Flora von Deutschland, Oesterreich, und der Schweiz. Nature, 27
- 1883: Algae. Nature, 28
- 1883: Snow and Ice Flora. Nature, 28
- 1884: Algae. Nature, 29
- 1887: The Classification of Algae. Nature, 36
- 1889: Recent Works on Algae. Nature, 39